# Vilianga-Mossi
Ne doit pas être confondu avec Vilianga-Gourma.
Vilianga-Mossi est une commune située dans le département de Soudougui de la province de Koulpélogo dans la région du Centre-Est au Burkina Faso.